# Музичко културно друштво у Костолцу
Музичко културно друштво у Костолцу формирано је 2006. године са Добрицом Митићем на челу.
Први покушаји да се хор оформи у окружењу, забележени су још давне 1931. године у Селу Костолац, када је група учитеља окупила раднике и сељаке талентоване за певање. Тај хор се, нажалост, није одржао дуго. Међутим, када су се после ослобођења стекли бољи услови, хор је поново  оформљен.
У састав овог друштва улазе Мешовити хор Дунавска лира, Рударски дувачки оркестар и Дечији хор Дунавска лира.

## Мешовити хор Дунавска лира
Хор Дунавска лира основан је 1980. године, а његов оснивач је Добрица Митић. Од тада ради континуирано, у оквиру КУД-а „Костолац”. Хор је изашао из састава КУД-а 2006. године и улази у Музичко културно друштво. Хор користи просторије Дома културе за своје пробе, а чланови хора су ученици, студенти и грађани овог града. Присутан је на скоро свим манифестацијама које се организују у граду, као и на великом броју наступа у земљи и у иностранству. Посебно су значајни и истакнути наступи у Пољској и у Новом Пазару на фестивалу хорова, на којима је остварио одличне резултате.
На богатом репертоару хора су духовна и црквена дела, композиције домаћих и страних аутора, етно-композиције, госпел, модерна рок музика, задоваљавајући музичке укусе свих узраста. То је једини мешовити аматерски хор који је активан више од три деценије без прекида, којем руководи Марија Митић.

## Рударски дувачки оркестар
Први Рударски дувачки оркестар основан је давне 1937. године. Радио је врло кратко због ратних прилика. У послератном периоду било је више покушаја да се поново оформи дувачки оркестар, али у већини случајева, кратког века. Постоји много појединаца који су заслужни за развој и популаризацију овог оркестра, од деце до одраслих. Један од њих је и Коста Макар, тадашњи генерални директор Термоелектрана „Костолац“, који је уложио велики напор да би Рударски дувачки оркестар поново био основан 1975. године. 
Чланове оркестра су одувек чинили професионални музичари, као и ученици музичких школа, али и аматери, који су учили и упознавали технике свирања на појединим инструментима уз помоћ уметничког руководиоца Владимира Хаџића, а касније и Добрице Митића. Читаве генерације породица свирале су у овом оркестру. Неки од њих  постали су чланови филхармонијских оркестара у земљи, а неки су своју каријеру наставили у иностранству. То их није спречавало да повремено наступају са својим пријатељима у Костолцу. 
Дувачки оркестар у својим карактеристичним рударским униформама, постао је сјајно обележје града Костолца. 
Учествовао је на конгресима, саборима, фестивалима, на бројним свечаним академијама и манифестацијама. Сваке године Дан рудара, 6. август, обележаван је наступом овог оркестра у раним јутарњим часовима. То је дугогодишња традиција Костолца, као једини  Рударски дувачки оркестар на овим просторима.

## Дечији хор Дунавска лира
Смена генерација захтевала је да се хор употпуни новим члановима. Тако је Дечији хор Дунавска лира основан 1. априла 2006. године и једини је те врсте на ширем подручју. Ова најмлађа секција у Музичко културном друштву, окупља око тридесет чланова, децу узраста од седам до дванаест година. Дечји хор се може похвалити значајним наступима и концертима. Издваја се изузетно запажен наступ на Коларцу у оквиру Фестивала „Распевани џивџани“, затим учешће на Фестивалу омладинских хорова у новосадској Синагоги.
Хором је од оснивања руководио Добрица Митић, затим је Нада Рајчић била задужена за рад са децом, да би након Добричине смрти, руководство хором преузела Марија Митић. 